# Agnès Fouilleux
 (juillet 2025).
La mise en forme du texte ne suit pas les recommandations de Wikipédia : il faut le « wikifier ».
Les points d'amélioration suivants sont les cas les plus fréquents :
- Les titres sont pré-formatés par le logiciel. Ils ne sont ni en capitales, ni en gras.
- Le texte ne doit pas être écrit en capitales (les noms de famille non plus), ni en gras, ni en italique, ni en « petit »…
- Le gras n'est utilisé que pour surligner le titre de l'article dans l'introduction, une seule fois.
- L'italique est rarement utilisé : mots en langue étrangère, titres d'œuvres, noms de bateaux, etc.
- Les citations ne sont pas en italique mais en corps de texte normal. Elles sont entourées par des guillemets français : « et ».
- Les listes à puces sont à éviter, des paragraphes rédigés étant largement préférés. Les tableaux sont à réserver à la présentation de données structurées (résultats, etc.).
- Les appels de note de bas de page (petits chiffres en exposant, introduits par l'outil «  Source ») sont à placer entre la fin de phrase et le point final[comme ça].
- Les liens internes (vers d'autres articles de Wikipédia) sont à choisir avec parcimonie. Créez des liens vers des articles approfondissant le sujet. Les termes génériques sans rapport avec le sujet sont à éviter, ainsi que les répétitions de liens vers un même terme.
- Les liens externes sont à placer uniquement dans une section « Liens externes », à la fin de l'article. Ces liens sont à choisir avec parcimonie suivant les règles définies. Si un lien sert de source à l'article, son insertion dans le texte est à faire par les notes de bas de page.
- La présentation des références doit suivre les conventions bibliographiques. Il est recommandé d'utiliser les modèles {{Ouvrage}}, {{Chapitre}}, {{Article}}, {{Lien web}} et/ou {{Bibliographie}}. Le mode d'édition visuel peut mettre en forme automatiquement les références.
- Insérer une infobox (cadre d'informations à droite) n'est pas obligatoire pour parachever la mise en page.

Pour une aide détaillée, merci de consulter Aide:Wikification.
Si vous pensez que ces points ont été résolus, vous pouvez retirer ce bandeau et améliorer la mise en forme d'un autre article.
Agnès Fouilleux, née le 5 décembre 1971 est une cinéaste indépendante française.

## Biographie

### Réalisatrice
Agnès Fouilleux,,,,, est issue d’une formation scientifique universitaire. Elle mène une carrière de sportive de haut-niveau en parapente ; elle se reconvertit en journaliste, proposant textes et photos dans la presse magazine de montagne.
Invitée par Nicolas Hulot en 2002 à participer à une émission de Ushuaïa Nature en Alaska, elle découvre la réalisation documentaire télévisuelle.
En 2003, elle se forme au reportage audiovisuel au Centre de formation et de perfectionnement des journalistes (CFPJ ) à Paris.
Globe-trotter, elle tourne plusieurs films documentaires pour la télévision de 52 min : Tibet, l’envers du décor (26 min France 3) et Tibet Clandestin (52 min), diffusés dans des salles de cinéma et sur la chaine Planète. Dans ces films, elle part à la rencontre des réfugiés tibétains qui passent à pied les cols himalayens pour fuir le régime chinois. Dans Himalaya, trois générations en exil,, elle filme les populations tibétaines qui vivent l’exil en Inde et leurs difficultés sociales et humaines.
Entre 2006 et 2009, en collaboration avec France 3, elle signe de nombreux sujets courts (6 min) ou longs (26 min) pour l’émission Chroniques d’en haut et des documentaires plus long sur la montagne et sur l’Asie,,,.
Les films longs métrages documentaires de Agnès Fouilleux mélangent archives sonores et visuelles, utilisent sons et musiques comme des éléments à part entière de la narration, ou bien des extraits de films de répertoire, des visuels de tableaux ou des éléments tirés d'ouvrages publiés. C'est loin du format classique des documentaires.
Ses longs métrages sont recommandés par l'AFCAE, association française de cinéma art et essai.

### Cinéaste documentariste indépendante

#### Un aller simple pour Maoré(2009)
Le film Un aller simple pour Maoré, est son premier long métrage. Tourné en 2007, la réalisatrice interroge la question géopolitique aux Comores, se focalisant sur l’immigration clandestine meurtrière vers l’île de Mayotte, et sur les interventions du gouvernement français aux Comores depuis la décolonisation. Les salles du réseau Utopia diffusent le film, et c'est l'occasion d'une sortie nationale.
Sébastien Chapuys, dans Critikat, explique : 
Xavier Leherpeur dans Studio : « Un implacable réquisitoire où Agnès Fouilleux remplit parfaitement ses devoirs de documentariste : circonstancier, décrypter et analyser. »
Samuel Gontier pour Télérama : « Implacable enquête, Un aller simple pour Maoré (Mayotte), qui sort en salles cette semaine, éclaire le destin de gens plongés dans la misère par des stratégies géopolitiques peu reluisantes. »
À l’occasion du Festival International du film Insulaire de l’Ile de Groix (FIFIG), le film est repéré par Pierre Watrin, chargé de la programmation pour la chaine France Ô. Il sera diffusé en prime time sur la chaîne.
À la sortie en salles, Jacques Mandelbaum l'interroge, pour Le Monde, dans un article intitulé Cinéma : la nouvelle vague du documentaire (7) ; elle déclare : « Je crois qu'il y a un vrai engouement des gens pour des approches qui ne viennent pas des médias traditionnels et aussi pour la possibilité d'avoir une discussion avec le réalisateur. »

#### Small is beautiful(2011)
En 2011, sort le film Small is beautiful,, qui interroge la question d’échelle dans le développement agricole, et ses conséquences en terme environnemental et social, film recommandé art et essai, visa CNC No 125486. À nouveau, les salles Utopia programment le film. Le titre du film fait référence à l'ouvrage Small is beautiful de Ernst Friedrich Schumacher.
Il reçoit le soutien pour sa sortie en salles, de ISF indépendants Solidaires et Fédérés, l'association regroupant des salles de cinéma indépendantes dont les Utopia, le Pandora, l’Alhambra, le Diagonal et quelques autres.
Le film est projeté au Parlement Européen à la demande de la députée EELV – ALE Michèle Rivasi.
Small is beautiful est piraté par un internaute et diffusé sur youtube. Il dépasse le million trois cent mille vues avant d'être retiré de la plateforme.

#### Être plutôt qu’avoir(2017)
En 2017, sort en salles le film Être plutôt qu’avoir,,, qui interroge les questions éducatives et pédagogiques et leur lien avec l’apprentissage de la citoyenneté, film recommandé art et essai, visa CNC No 147239. Les cahiers pédagogiques consacrent un article à ce film qui donne une large place au pédagogue Philippe Meirieu. Le titre du film détourne celui du film de Nicolas Philibert Être et avoir, film documentaire à grand succès. Les deux films proposent des approches assez différentes sur les questions d'éducation.
Le film aborde la question historique, cherche à comprendre sur quels fondements l’école a été construite en revenant sur le film de Jean Vigo Zéro de conduite. Il expose les questions auxquelles il entend répondre : les valeurs que l’enseignement doit transmettre dans une société marchande et hyper connectée, mieux bâtir la confiance en soi des enfants, apprendre la coopération pour mieux faire société, et permettre la découverte du vivant et de la nature pour mieux appréhender les enjeux à venir.
Le film est notamment soutenu par l’Office central de la coopération à l'école, par le mouvement Colibris, l’association France Nature Environnement, l’ICEM Pédagogie Freinet. Il voyage sur les écrans français et est projeté dans des écoles de formation des Professeurs des écoles (ESPÉ).
À nouveau les salles Utopia mettent en avant le film en sortie nationale dans leur réseau,.

#### L'Usage du monde, Voyage entre nature et culture(2024)
Le dernier film d'Agnès Fouilleux est intitulé L'Usage du monde, Voyage entre nature et culture. Sa sortie en salles date du 18 septembre 2024.
La réalisatrice explique, : 
Travaux pratiques à l'appui, le film montre qu’un autre chemin est possible. « Militants, paysans, associations, collectifs, forts de leur vigilance, de leur connaissance du réel et de la nature, avec pugnacité, tentent de faire changer le cours de l’histoire. »
Pour l'hebdomadaire Télérama : « Cette Fresque décortique notre rapport au vivant dans une balade historique, ethnologique, philosophique aussi riche que touchante. »
Dans Les Fiches du Cinéma :
Dans la sélection culturelle du magazine en ligne Reporterre : « Inspirée par l’écrivain Nicolas Bouvier, auquel elle emprunte le titre de son célèbre récit de voyage, cette documentariste chevronnée trace elle aussi une route vivifiante. »
À l'occasion d'une projection qui rassemble 275 personnes dans la Drôme, le quotidien Le Dauphiné Libéré évoque : « Un film pour inciter à s'engager. »
Ce film est soutenu par des associations et des média-indépendants, dont la LPO (Ligue pour la protection des oiseaux), France Nature Environnement, Paysans de nature, l'association Terre et Humanisme, le magazine Socialter et le journal L'Âge de faire  ainsi que par différents réseaux de cinémas indépendants, de recherche et art et essai en région (ACRIRA, Plein champ) et programmé aux Rencontres professionnelles de Charlieu par l'ADRC.
Le film est projeté au Sénat, Palais du Luxembourg, à la demande de la Sénatrice Raymonde Poncet-Monge, le 28 juin 2025 en salle Clemenceau.

### Rétrospective
À l'occasion du confinement dû au Covid au printemps 2020, certaines salles Utopias proposent la rediffusion des films d'Agnès Fouilleux, en ligne sur leur site,,.

## Filmographie
- 2004 : Tibet, l’envers du décor, 26 min diffusion France 3
- 2005 : Tibet Clandestin, 52 min Planète
- 2006 : Himalaya Trois générations en exil, 52 min diffusion KTO
- 2009 : Un aller simple pour Maoré, sortie au cinéma le 4 février 2009, film recommandé art et essai AFCAE, visa CNC No 119651.
- 2010 : Small is beautiful, sortie en salles le 10 novembre 2010, film recommandé art et essai AFCAE, visa CNC No 125486.
- 2017 : Être plutôt qu’avoir, sortie en salles le 31 janvier 2018 , film recommandé art et essai AFCAE, visa CNC No 147239.
- 2024 : L'Usage du monde, voyage entre nature et culture[48], sortie en salles le 18 septembre, visa CNC N°161348.